# New York Manumission Society
La New York Manumission Society également connue sous le nom de New York Society for Promoting the Manumission of Slaves, and Protecting Such of Them as Have Been, or May Be Liberated fondée en 1785 par John Jay est une des premières sociétés abolitionnistes américaines, sa mission étant de lutter contre l'esclavage dans l'état de New York et contribuer à l'émancipation des Afro-Américains par l'éducation, en fondant l'African Free School (en) de New York en 1787. La société est dissoute en 1849.

## Histoire
C'est sous l'influence des Quakers que commence les fondements historiques du mouvement des droits civiques. Ils sont les premiers à militer de façon organisée contre l'esclavage, ils créent la première société antiesclavagiste du monde la Pennsylvania Abolition Society à Philadelphie le 14 avril 1775,. C'est dans cette dynamique que se créée la New York Manumission Society fondée en 1785,,,, d'autres sociétés semblables voient le jour dans tous les états du Massachusetts jusqu'en Virginie. En 1783, le Maryland interdit la vente et l'importation des esclaves. Malgré le poids de Benjamin Franklin devenu président de la Pennsylvania Abolition Society et celui de toutes autres sociétés abolitionnistes, la Constitution des États-Unis, sous la pression des riches propriétaires de plantations, reconnaîtra de façon implicite le droit à posséder des esclaves, ainsi commence la longue histoire des Afro-Américains dans leur quête de leur citoyenneté américaine et des droits civiques qui y sont liés.
En 1787, la société ouvre avec l'aide de Quakers et d'Anglicans l'African Free School à Greenwich Village, au 120 Amity Street, qui est la première école pour Afro-Américains des États-Unis.

## Archives
Les archives de la New York Manumission Society sont déposées et consultables à la bibliothèque du musée de la New-York Historical Society.

### Documents internes de la société
- A dialogue concerning slavery of the Africans, R. Hodge, 1785 (lire en ligne),
- New York society for promoting the manumission of slaves, The act of incorporation and constitution of the New-York society, S. Wood, 1810 (lire en ligne),
- Speech of the Honorable James Tallmadge, jr. of Duchess County, New York on Slavery, E. Conrad, 1849 (lire en ligne),

### Essais
- (en) Arthur Zilversmit, First Emancipation : The Abolition of Slavery in the North, University of Chicago Press, 1967, 262 p. (9780226983325),
- (en) Charles C. Andrews, The history of the New York African free-schools, Negro Universities Press, 1969, 151 p. (ISBN 978-0-8371-1064-6, lire en ligne),
- (en) Shane White, Somewhat More Independent : The End Of Slavery In New York City, 1770 1810, University of Georgia Press, 1991, rééd. 1995 (ISBN 978-0-8203-1786-1),
- (en) Richard S. Newman, The Transformation of American Abolitionism : Fighting Slavery in the Early Republic, The University of North Carolina Press, 2002, rééd. 2003, 272 p. (ISBN 978-0-8078-4998-9, lire en ligne),
- (en) Leslie M. Harris, In the Shadow of Slavery : African Americans in New York City, 1626-1863, University of Chicago Press, 2003, rééd. 2004, 387 p. (ISBN 978-0-226-31773-1)

### Articles
- (en-US) Leo H. Hirsch, Jr., « The Slave in New York », The Journal of Negro History, Vol. 16, No. 4,‎ octobre 1931, p. 383-414 (32 pages) (lire en ligne),
- (en-US) John L. Rury, « The New York African Free School, 1827-1836 », Phylon (1960-), Vol. 44, No. 3,‎ 1983, p. 187-197 (11 pages) (lire en ligne),
- (en-US) John L. Rury, « Philanthropy, Self Help, and Social Control: The New York Manumission Society and Free Blacks, 1785-1810 », Phylon (1960-), Vol. 46, No. 3,‎ 1985, p. 231-241 (11 pages) (lire en ligne),
- (en-US) Robert J. Swan, « John Teasman: African-American Educator and the Emergence of Community in Early Black New York City, 1787-1815 », Journal of the Early Republic, Vol. 12, No. 3,‎ 1992, p. 331-356 (26 pages) (lire en ligne),
- (en-US) Craig A. Landy, « Society of United Irishmen Revolutionary and New-York Manumission Society Lawyer », New York History, Vol. 95, No. 2,‎ 2014, p. 193-222 (30 pages) (lire en ligne),